# Піскові Озера
П́іскові Оз́ера (до 1990-х — Алтайські Озера) — невеликий парк у Франківському районі міста Львова.
Розташований при вулиці Гординських (між вулицями Євгена Коновальця, Академіка Степана Рудницького, Генерала Чупринки) та Гординських, у престижній місцевості Новий Світ (На Байках).
Загальна площа 5,8 га, площа водного дзеркала — 1,8 га (2 озера). Основна функція парку — рекреаційна. Це місце відпочинку мешканців мікрорайону з населенням близько 15 тисяч осіб.
Парк був облаштований у 1950-х роках на місці зруйнованого ландшафту — колишніх кар'єрів з видобутку піску фабрики родини Франців. Озера утворилися через просочування води на дно піщаної виїмки. В середині ХХ століття на місці парку було сміттєзвалище. У радянський період озера називалися Алтайськими, під час перейменувань на початку 1990-х років були названі Пісковими.
У 1989 році СКБ Львівського лісотехнічного інституту розробило проєкт комплексної реконструкції і благоустрою, проте він не був до кінця реалізований. Доріжково-стежкова мережа розроблена відповідно до входів у парк — з боку вулиць Євгена Коновальця та Генерала Чупринки. Доріжки заасфальтовані, а стежки вкриті товченою цеглою. Входи у парк не оформлені вхідними архітектурними елементами (арками).
Основу насаджень парку становлять ясен звичайний та ясен американський, а також гостролистий клен та клен-явір. Інші породи дерев: черемха звичайна, клен ясенолистий, клен сріблястий, біла акація, каштан кінський, черешня, алича, кедри, сосни, верби, туї, смерики, берези, тополі і модрина. З підліску та узліссях ростуть чагарники: бузина чорна, глід, бирючина, шипшина звичайна та інші. У парку є спортивний і дитячий майданчики, біотуалети. Літом 2023 року на березі великого озера облаштували шезлонги, стало популярнішим плавання у ньому.
Піскові озера згадані у пісні вокальної формації «Піккардійська терція» «Старенький трамвай»:
|  | Я згадаю прохолодних озер блакить, куди їздив колись старенький трамвай |

Автор пісні Олександр Шевченко з цього приводу сказав:
|  | Це пісня про «Алтайські озера» |